# Eyelids (band)
Eyelids is een Amerikaanse rockband uit Portland. De band werd opgericht door John Moen (The Decemberists) en Chris Slusarenko (Guided by Voices). Eyelids bestaat verder uit Jonathan Drews (Sunset Valley), Jim Talstra en Paul Pulvirent.

## Geschiedenis
In 2011 werd aangekondigd dat Boston Spaceships, een project van Robert Pollard (Guided by Voices), zou worden opgeheven. Een aantal leden van de band besloot verder te gaan als Eyelids. In 2014 verscheen het debuutalbum 854. Het album Or volgde in 2017. Maybe More (2018) en The Accidental Falls (2020) werden geproduceerd door Peter Buck (R.E.M.). Buck speelde samen met de band tijdens de presentatie van The Accidental Falls op 29 februari 2020. De liedteksten op het album werden geschreven door dichter en songwriter Larry Beckett.

## Discografie
Studioalbums
- 854, 2014
- Or, 2017
- Maybe More, 2018
- The Accidental Falls, 2020
- A Colossal Waste of Light, 2023
- No Jigsaw, 2024